# ひとの不幸は蜜の味
『ひとの不幸は蜜の味』（ひとのふこうはみつのあじ）は、1994年1月11日から3月22日まで、TBS系列で放送されていたテレパック、TBS制作のテレビドラマである。
少女漫画業界の裏側を描いたコメディ。
信頼していた人間に裏切られ、仕事と恋人を奪われ、どん底に落ちた女性漫画家が、周囲の助力を借り再生・人間としても成長していくというストーリー。
主演の大竹しのぶと大竹の義母役・泉ピン子とのテンションの高いやり取りが面白く、根強いファンの多い作品である。

## あらすじ
くればやし繭子（大竹しのぶ）は、かつては一世を風靡した人気少女漫画家で、30歳を過ぎてから落ち目気味。担当編集者・小田切（村田雄浩）との結婚に一縷の望みをつないでいた。
繭子はある時、体調不良により原稿を一つ落とし、その代替作品として掲載された新人漫画家「牧原ゆま」の作品が大評判となる。落ち込む繭子だが、実は「牧原ゆま」の正体は繭子のチーフアシスタント・青木恵（相楽晴子）であった。恵は以前から小田切に好意を持っており、繭子から小田切を略奪しようと策略をめぐらす。
そして迎えた繭子と小田切の結婚式当日。恵の策略が功を奏し、小田切は繭子を裏切り恵の元へ去る。そしてその時、繭子は初めて恵が「牧原ゆま」である事を知ったのだった。
漫画家として絶好調の恵（牧原ゆま）に比べ、小田切との破局・掲載誌での連載打切り等が重なり落ちぶれた繭子。ゼロからやり直す覚悟で読切で新作を執筆するが、恵（牧原ゆま）の圧力がかかり、掲載が見送られる。
他の雑誌社に足を運ぶも「くればやし繭子」の名が大きすぎて仕事を貰えず、ペンネームを吉田萌に変え「くればやし繭子」の正体を隠すことで、なんとか双文社に採用される。だが同社の少女漫画雑誌スイートピーは恵（牧原ゆま）と小田切が仕切っている雑誌だった。
どん底に陥った繭子だったが義母の小百合（泉ピン子）・アシスタントの里子（清水美砂）の力を借りて、また漫画家として再出発を果たしていく。

## キャスト
- くればやし繭子（中田正子）：大竹しのぶ

大物少女漫画家。33歳。豪邸を建て、担当編集者で恋人の小田切とも結婚寸前だったが、信頼していたアシスタントの恵の策略にはまり、漫画家としても女性としても窮地に立たされる。実母の死後、再婚した父に反発し絶縁状態であり、また出版業界の年末進行による激務と重なったこともあり、実父急死時に葬儀へ参列しなかった。年齢の割にやや世間知らずで、自分本位な面が見られたが、反発しながらも内心では認めている義母の小百合との接触・さまざまな経験を経て心境に変化が現れる。長野県松本市出身。
- 野中里子：清水美砂

繭子のファンであり、縁があって繭子のアシスタントとして働く事になる。恵が漫画家デビューを果たし、繭子の漫画家生命がピンチになってからも彼女の元に残り、小百合と共に繭子を支える。目指していた漫画家の道を断念、交際していた菊池との破局後は、フリーの漫画編集者に転身。
- 青木恵（牧原ゆま）：相楽晴子

繭子のチーフ・アシスタント兼家政婦だった頃は地味な印象を持ち、繭子から全幅の信頼を寄せられていたが、自らの境遇に不満を抱き策略を練り、「牧原ゆま」として漫画家デビューを果たす。結婚式当日、繭子から小田切を強奪。次第に華やいだ印象に変化を遂げると同時に、繭子に圧力を掛けられるほどの人気を獲得。映画化中止による挫折をきっかけにエッセイストへ転身（この頃、小田切に別れを告げる）。のちに里子と再会。明るい笑顔を見せた。冷淡・辛辣な印象もあるが、基本的には常に前向きな性格の野心家。
- 菊地浩司：高橋克典

里子の恋人で郵便局勤務。最終的に里子とは破局を迎える。　
- 阿久津信夫：村井国夫

出版社の編集長。　
- 小田切修：村田雄浩

繭子の担当編集者で恋人だったが、恵に心変わり。彼女の策略で、公私ともに繭子を追い込む形になってしまう。弘英館から双文社へ転職し少女漫画雑誌スイートピーの編集長に就任するが、売り上げに伸び悩み、廃刊の危機に立たされる。恵に去られた後、漫画家として復帰した繭子に援助を求める。　
- 中田小百合：泉ピン子

繭子の義母。46歳。繭子の母が入院していた病院のナースで、母の死後、間もなく父の後妻となった事を理由に繭子から反感を抱かれていた。父の死後、四十九日に父の位牌を持って繭子の元に押し掛け、居座り、家事などをこなすようになる。口やかましいが、実は情に厚く、繭子の最大の理解者となり、漫画家としての復帰をサポート。繭子の事を「正子さん」と呼ぶ（繭子はその呼び方を嫌っている）。繭子の再生を見届け、役目を終えたとして一旦、松本市の自宅に戻るが、心配して追って来た繭子の本心を知って、再び東京に戻り、くればやし繭子事務所の専務となる。

## スタッフ
- 脚本：神山由美子
- 演出：清弘誠、大木一史
- プロデュース：武敬子、内野建、成合由香
- タイトルバックスチール：｢やあ 小さな仲間たち 石亀泰郎写真集｣より
- 協力：別冊少女コミック（おおや和美、竹安みゆき）
- 制作：テレパック、TBS

## 主題歌
- ｢貴方のもの｣（歌: 石井明美、作詞: ドリー・パートン/阿木燿子、作曲: ジェン・ゴールデン/ドリー・パートン）

## サブタイトル
1. ママ母登場
2. その結婚待った!
3. アカの他人帰れ!
4. めざせ！普通の女
5. 踏んだりケッたり
6. 極秘結婚
7. 恐怖のお見合い
8. 盗った男
9. 負けへんでぇ!
10. 捨てます昔の名前
11. ホンネでいこう!

| TBS系 火曜21時台 | TBS系 火曜21時台   | TBS系 火曜21時台     |
| 前番組           | 番組名             | 次番組               |
| ---------------- | ------------------ | -------------------- |
| 憎しみに微笑んで | ひとの不幸は蜜の味 | スチュワーデスの恋人 |